# Tapiraí, São Paulo
Tapiraí là một đô thị ở bang São Paulo của Brasil. Dân số năm 2006 ước khoảng 10.666 người.

## Sông ngòi
- Rio Turvo
- Sông Juquiá

## Các xa lộ
- SP-79